# Звезда по имени Солнце (пісня)
«Звезда по имени Солнце» (укр. Зірка на ім'я Сонце) — пісня гурту «Кино» з однойменного альбому 1989 року.

## Про композицію
«Звезда по имени Солнце», «Кино»:

Він не пам'ятає слово «так» і слово «ні»,

Він не пам'ятає ні чинів, ні імен.

І здатен дотягнутися до зірок,

Не зважаючи, що це сон,

І впасти, обпаленим Зіркою

На ім'я Сонце…

Оригінальний текст (рос.)
Он не помнит слово «да» и слово «нет»,

Он не помнит ни чинов, ни имён.

И способен дотянуться до звёзд,

Не считая, что это сон,

И упасть, опалённым Звездой

По имени Солнце…

Пісня звучить у фільмі «Голка» режисера Рашида Нугманова та була написана Віктором Цоєм у Казахстані під час зйомок фільму:
|                  | Пісня була написана на моїй гітарі в моїй алма-атинській квартирі. |
| — Рашид Нугманов |                                                                    |

Автор тексту і музики — Віктор Цой. Він же виконує пісню на альбомі.
«Звезда по имени Солнце» — одна з найпопулярніших пісень гурту «Кино», її розучують багато гітаристів-початківців, не менший інтерес до неї проявляють і професіонали, які беруться виконати її по-своєму. Пісня щодня звучить в ефірі радіостанцій.
У записі пісні для альбому брали участь:
- Віктор Цой — вокал, ритм-гітара
- Юрій Каспарян — основна гітара, клавішні
- Ігор Тихомиров — бас-гітара
- Георгій Гур'янов — програмування драм-машини «Yamaha RX-5»

## Кавер-версії
В'ячеслав Бутусов записав пісню для триб'юту гурту «Кіно» «КИНОпробы». Альбом вийшов 2000 року. Кавер-версія знаходиться у другій частині збірника. Потім уже з гуртом «Ю-Питер» Бутусов виконував цю пісню на концертах. Вона входить до концертної програми «Ім'я зірок».
Гурт «Brazzaville» записав англомовну кавер-версію пісні «Зірка на ім'я Сонце» під назвою «Star Called Sun» для альбому «East L.A. Breeze» (2006). У тексті пісні англійською мовою мова йде про смерть матері соліста гурта Девіда Брауна, з російського тексту прийшла тільки заголовна фраза.

Near a star, called sun,

It was there that my mom came undone

Sounds of a summer parade

90.5 in the shade

— «Star Called Sun», Brazzaville
Пісня виконувалася удмуртською мовою фольклорним колективом «Бурановські бабусі». Переклад пісні на удмуртську мову зробила Парасковія Федорова.
Окрім перелічених вище виконавців, кавер-версії на «Звезда по имени Солнце» робили гурт «Інспектор», Ґудрід Гансдоттір, Мара, Наталі, «Рыбин-band», «St1m» і Хор Турецького.

## Використання пісні у фільмах
- «Голка»
- «Марш-кидок»

## Визнання
Пісня увійшла у «Хіт-парад 100 кращих пісень XX століття» «Нашого радіо», зайнявши в ньому дванадцяте місце.